# Нож за сир
Нож за сир је врста кухињског ножа специјализованог за сечење сира. Различити сиреви захтевају различите ножеве, првенствено према тврдоћи. Постоји и низ других кухињских алата дизајнираних за сечење или резање сира, посебно за тврђе врсте.

## Ножеви за меки сир
Ножеви за меки сир су дизајнирани да се носе са лепљивошћу меког сира. Када се сир не лепи за сечиво, то омогућава да комади сира буду представљени атрактивније, оштријих облика у поређењу са сиром резаним стандардним ножевима.
Оштрице ножева за сир су обично направљене од материјала као што је нерђајући челик, који је отпоран на лепљивост сира. Још једна карактеристика дизајна која се често налази је присуство рупа на сечиву како би се спречило да се сир залепи за њега. Неки ножеви за меки сир такође имају гребен, који иде окомито близу врха сечива. Ово помаже да се сир одвоји док се реже. Неки ножеви за сир имају рачваст крај, који се користи за сервирање кришки сира.
Већина обичних ножева има сечиво које је широко при дну и сужава се до врха. Нож за сир, с друге стране, може изгледати слично сатари по томе што почиње тањи на дршци, а затим се шири даље од базе. Неки ножеви за сир имају укошене ручке да би се сир лакше секао.
Нелепљиве карактеристике ножа за сир такође га чине корисним за сечење друге лепљиве хране, као што су колачи, јаја и пите; упоредиво са секачем за јаја.

## Ножеви за тврди сир
Тврди сиреви захтевају чврсто сечиво, које тврди сир неће оштетити. Пример је препознатљив нож за пармезан, који је кратак и дебео, попут ножа за остриге. Још један популаран дизајн је велико право сечиво са ручкама на оба краја тако да се може применити велики притисак.

## Алтернативе
За сечење сира користе се различити уређаји без ножева, као што су жичани резач сира, који потпуно избегава приањање, резач за сир, који се користи првенствено за танке кришке средње тврдих сирева, посебно у Скандинавији за резање сира за сендвиче и girolle, који се користи за сечење тврдог сира Tête de Moine стругањем.

### Резач сира
Резач сира се обично користи за сечење полутврдих и тврдих сирева. Производи танке, уједначене кришке. Постоје различити стилови резача сира, дизајнираних за сиреве различите тврдоће.
Ostehøvel, модерни резач сира или стругач за сир, изумео је Тор Бјерклунд 1925. године у Норвешкој. Масовна производња овог резача сира започела је 1927. године у Лилехамеру, у Норвешкој. Дизајн је заснован на столарској хоблерици. Овај стил резача је веома чест у нордијским земљама, као и у Холандији, Белгији и Немачкој.  

### Резач сира са жицом
Резачи за сир са жицом су дизајнирани да секу меке, лепљиве сиреве (влажне и масне), и сходно томе немају велико сечиво са оштрим ивицама. Сечиво секача је обично фина жица од нерђајућег челика или алуминијума затегнута преко носећег оквира. Танка жица сече блок сира притиском руке.
Оригинални Prodyne Gourmet Cheese Slicer је имао дрвену даску са урезом урезаном у њу и рупом кроз коју је уметнут један крај челичне резне полуге у облику слова U. У патентираном дизајну, жица од нерђајућег челика се протеже између два краја резне полуге која се уклапа у прорез и сече сир. Пластична ручка се ротира нагоре да затегне жицу и причвршћена је за резну полугу помоћу завртња.
Резач сира са плочом је проширен тако да укључује мермерне, пластичне и даске од нерђајућег челика за сечење. Измишљено је и неколико других дизајна ручки и држача жице. Многе од ових жица имају петље на крајевима попут оригиналног модела; други имају мале прстенове или чворове који се уклапају у прорез на дршци и резној полузи.

### Girolle
Girolle је посуда за стругање швајцарског сира Tête de Moine у облику розете које подсећају на гљиве лисичарке (такође познат као Girolle на француском, отуда и назив уређаја). Овај сир се традиционално стругао ножем. Girolle је 1982. године измислио Николас Кревоазје из швајцарске Јуре, а производи је компанија Métafil-laGirolle.

### Хоблерица за сир
Хоблерица за сир је стационарна варијанта столарске хоблерице. Користи се за сечење екстра тврдог Berner Alpkäse који је одлежао најмање две године, такође познат као Hobelkäse.